# Жизневка
Жизневка — участок (населённый пункт) в Заларинском районе Иркутской области России. Входит в состав Бабагайского муниципального образования.

## География
Участок находится на расстоянии примерно 37 км к юго-западу от рабочего посёлка Залари, административного центра района.

## Население
| 2002 | 2010 | 2011 | 2012 |
| ---- | ---- | ---- | ---- |
| 160  | ↘100 | →100 | ↘97  |

### Гендерный состав
По данным Всероссийской переписи, в 2010 году в населённом пункте проживало 100 человек (44 мужчины и 56 женщин).